# Aulnay-sur-Mauldre
Aulnay-sur-Mauldre és un municipi francès, situat al departament d'Yvelines i a la regió de Illa de França. L'any 2007 tenia 1.151 habitants.
Forma part del cantó d'Aubergenville, del districte de Mantes-la-Jolie i de la Comunitat urbana Grand Paris Seine et Oise.

## Demografia

### Població
El 2007 la població de fet d'Aulnay-sur-Mauldre era de 1.151 persones. Hi havia 419 famílies, de les quals 80 eren unipersonals (36 homes vivint sols i 44 dones vivint soles), 92 parelles sense fills, 203 parelles amb fills i 44 famílies monoparentals amb fills.
La població ha evolucionat segons el següent gràfic:
Habitants censats

### Habitatges
El 2007 hi havia 468 habitatges, 429 eren l'habitatge principal de la família, 25 eren segones residències i 14 estaven desocupats. 433 eren cases i 32 eren apartaments. Dels 429 habitatges principals, 381 estaven ocupats pels seus propietaris, 45 estaven llogats i ocupats pels llogaters i 3 estaven cedits a títol gratuït; 6 tenien una cambra, 37 en tenien dues, 60 en tenien tres, 92 en tenien quatre i 235 en tenien cinc o més. 356 habitatges disposaven pel capbaix d'una plaça de pàrquing. A 139 habitatges hi havia un automòbil i a 263 n'hi havia dos o més.

### Piràmide de població
La piràmide de població per edats i sexe el 2009 era:
| Homes | Edats   | Dones |
| ----- | ------- | ----- |
| 0     | 95 o +  | 4     |
| 0     | 90 a 94 | 4     |
| 4     | 85 a 89 | 4     |
| 4     | 80 a 84 | 4     |
| 4     | 75 a 79 | 12    |
| 12    | 70 a 74 | 16    |
| 20    | 65 a 69 | 24    |
| 24    | 60 a 64 | 24    |
| 36    | 55 a 59 | 8     |
| 56    | 50 a 54 | 56    |
| 44    | 45 a 49 | 60    |
| 44    | 40 a 44 | 40    |
| 48    | 35 a 39 | 56    |
| 36    | 30 a 34 | 32    |
| 24    | 25 a 29 | 32    |
| 56    | 20 a 24 | 36    |
| 28    | 15 a 19 | 64    |
| 52    | 10 a 14 | 36    |
| 44    | 5 a 9   | 40    |
| 28    | 0 a 4   | 28    |

## Economia
El 2007 la població en edat de treballar era de 799 persones, 596 eren actives i 203 eren inactives. De les 596 persones actives 561 estaven ocupades (301 homes i 260 dones) i 35 estaven aturades (13 homes i 22 dones). De les 203 persones inactives 77 estaven jubilades, 74 estaven estudiant i 52 estaven classificades com a «altres inactius».

### Ingressos
El 2009 a Aulnay-sur-Mauldre hi havia 421 unitats fiscals que integraven 1.151,5 persones, la mediana anual d'ingressos fiscals per persona era de 25.655 €.

### Activitats econòmiques
Dels 37 establiments que hi havia el 2007, 6 eren d'empreses de fabricació d'altres productes industrials, 4 d'empreses de construcció, 7 d'empreses de comerç i reparació d'automòbils, 3 d'empreses de transport, 1 d'una empresa financera, 2 d'empreses immobiliàries, 11 d'empreses de serveis i 3 d'empreses classificades com a «altres activitats de serveis».
Dels 4 establiments de servei als particulars que hi havia el 2009, 1 era una oficina de correu, 1 guixaire pintor, 1 fusteria i 1 perruqueria.

## Equipaments sanitaris i escolars
El 2009 hi havia una escola elemental.

## Poblacions properes
El següent diagrama mostra les poblacions més properes.